# Seb Davies
Pour les articles homonymes, voir Davies.
Pas d'image ? Cliquez ici

a Compétitions nationales et continentales officielles uniquement.

b Matchs officiels uniquement.
Dernière mise à jour le 29 décembre 2024.
Seb Davies, né le 17 mai 1996 à Cardiff (pays de Galles), est un joueur international gallois de rugby à XV évoluant principalement au poste de deuxième ligne au Cardiff Rugby.

## Biographie
Seb Davies naît à Cardiff au pays de Galles. Il joue d'abord au rugby à XV au Pentyrch RFC, puis passe par le Pontypridd RFC de 2014 à 2016.
Il fait ses débuts avec les Cardiff Blues en 2014 dans un match de Coupe anglo-galloise contre les Scarlets. Trois ans plus tard, après une bonne saison 2016-2017 durant laquelle il progresse beaucoup, il signe son premier contrat professionnel avec les Cardiff Blues malgré des sollicitations venant d'autres équipes galloises,.
À la fin de cette saison, il est sélectionné pour la première fois de sa carrière avec le pays de Galles pour la tournée d'été 2017. Il obtient sa première sélection durant cette tournée contre les Tonga.
En 2017-2018, il est titulaire lors de la finale du Challenge européen remportée 31 à 30 contre Gloucester Rugby. Il est aussi sélectionné pour le Tournoi des Six Nations 2018.
En fin de saison 2019-2020, il prolonge son contrat avec les Cardiff Blues.
Au mois de mai 2022, il joue son centième match avec Cardiff Rugby contre les Zebre.